# 越南民族學博物館

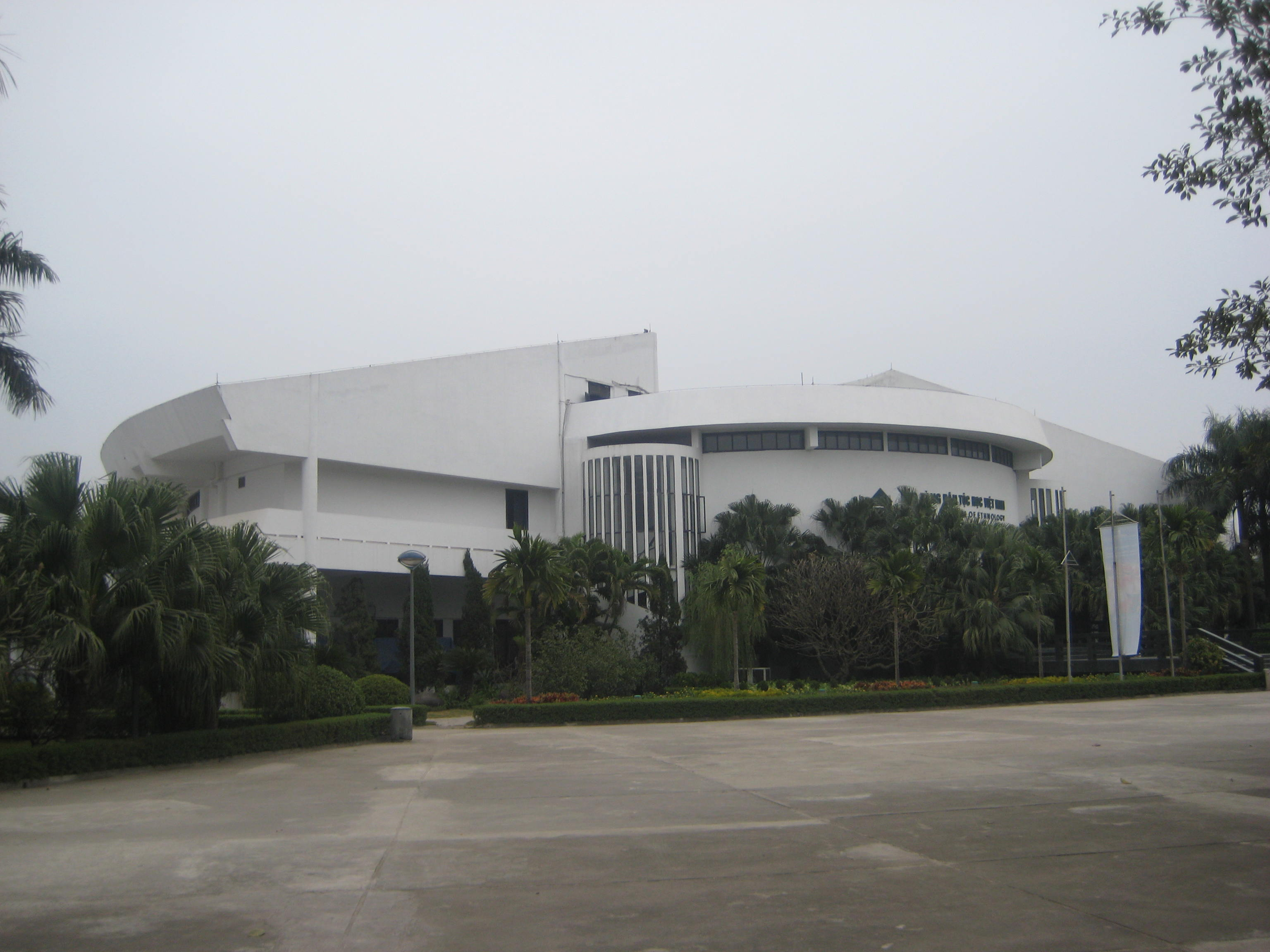
越南民族學博物館

越南民族學博物館（越南语：／）位于河内市的博物馆。

## 历史
1997年建成开馆，分成室內和室外。室內有兩層，介紹越南所有民族。室外有許多原住民的住屋、墓室和平房等。博物館內有兒童空間、紀念品小賣部、小飯館(Hoasua)和大會場等，設有無障礙通道。博物館開門時間為8:30~17:30，星期一和元旦閉館。

## 外部連線
- 越南民族學博物館 - TripAdvisor （页面存档备份，存于）